# Гела (град)
Вижте пояснителната страница за други значения на Гела.
Гела е приемана за първото значимо древногръцко селище в Сицилия, до въздигането на Сиракуза, което събитие слага началото на същинската древногръцка колонизация на острова от 7 век пр.н.е., макар първото гръцко селище на средиземноморския остров да е Занкле, т.е. Месина, основано в 756 г. пр.н.е. Античната история на Гела, днес Джела, продължава малко повече от четири века.
Основана е в 690/689 г. пр.н.е. от родосци и критяни, съвместно и с други дорийци.
През 581 г. пр.н.е. част от жителите на Гела се преселват в Агригент. Гела бележи началото на разцвета си като антично селище и средище при управлението на тирана Клеандър, а при управлението на брат му Хипократ подчинява цяла източна гръцка Сицилия. При Гелон, който наследява Хипократ, е подчинена и Сиракуза, след което начело на градската конфедерация са двамата братя на Гелон – Хиерон и Полизал.
При управлението на Полизал Гела запада за сметка на Сиракуза, понеже половината от нейното население е преселено в бъдещия гръцки сицилиански център, въпреки че Гела отново провежда самостоятелна политика.
В Гела умира „бащата на трагедията“ Есхил в 456 г. пр.н.е., а тирана Дионисий I Стари проиграва край Гела в 405 г. пр.н.е. важна победа над картагенците.
Около 340 г. пр.н.е. в Гела пристига нова преселническа вълна от Древна Гърция – хиосци. Около 305 г. пр.н.е. Гела е подчинена от Агатокъл, а през 282 г. пр.н.е. древногръцкия град е разрушен от мамертинците, в резултат от което жителите му били преселени от агригентския тиран Пинтий в нов град – Пинтия (Ликата).
|  | Тази страница частично или изцяло представлява превод на страницата „Джела#Античная Гела“ в Уикипедия на руски. Оригиналният текст, както и този превод, са защитени от Лиценза „Криейтив Комънс – Признание – Споделяне на споделеното“, а за съдържание, създадено преди юни 2009 година – от Лиценза за свободна документация на ГНУ. Прегледайте историята на редакциите на оригиналната страница, както и на преводната страница, за да видите списъка на съавторите. ВАЖНО: Този шаблон се отнася единствено до авторските права върху съдържанието на статията. Добавянето му не отменя изискването да се посочват конкретни източници на твърденията, които да бъдат благонадеждни. |